# 北村岳子
北村 岳子（きたむら たかこ、1960年6月11日 - ）とは日本の女優、ダンサー、歌手。京都府出身。血液型AB型。身長159cm

## 人物
所属はプランニング・クレア
- 夫は俳優で演出家の本間憲一、父は俳優・演出家の北村英三、母は女優の関えつ子。
- 東京都立新宿高等学校卒業後、劇団四季に入団（84年退団）
- 青年座、東京乾電池を経てプランニングクレアに所属
- 劇団四季在団中の主な出演作品

「コーラス・ライン」（マギー役）／「アプローズ」（ボニー役）／「キャッツ」（タントミール役）
- 2011年より大阪芸大・舞台芸術学科の准教授

## 主な出演作品

### 舞台
1986年	
- 「ロッキー・ホラー・ショウ」（シアター・アプル）

1988年	
- 「エニシング・ゴーズ」（日生劇場）

1992年	
- 「ミズ・サイゴン」（ジジ役）（帝国劇場）

1994年	
- 「キャバレー」（シアター・アプル／近鉄劇場）
- 「ザ・クラブ」（博品館劇場）

1995年	
- 「元禄花の恋侍」（ゆうぽうと簡易保険ホール）
- 「魔女の宅急便」（黒猫ジジ役）（飛天・中日劇場）

1996年	
- 「雨に唄えば」（日生劇場）
- 「美女と野獣」（劇団四季に客演）（四季劇場）

1997年	
- 「市村座　唄う旗揚げ公演」（ゲスト出演）（二子玉川アレーナホール）
- 「シンデレラ」（新宿コマ劇場）

1998年	
- 「ザッツ・ジャパニーズ・ミュージカル」（本多劇場）
- 「ロマンス・ロマンス」（東京芸術劇場）
- 「ブルー・ストッキング・レイディーズ」／99年再演（バリオホール）
- 「シューズ・オン！」（俳優座劇場）
- 「ロス・タラントス」／2000年再演（アートスフィア）

1999年	
- 「フェイキング・フレッド・アンド・ジンジャー」（二子玉川アレーナホール）
- 「ペーパームーン」（シアター・コクーン）

2000年	
- 「シューズ・オン！」（博品館劇場／新神戸オリエンタル劇場）
- 「ザッツ・ジャパニーズ・ミュージカル」（本多劇場）

2001年	
- 「シューズ・オン！2」　（博品館劇場）
- 「スヌーピー」（横浜21世紀座）
- 「ジキルとハイド」（日生劇場／中日劇場）

2002年	
- 「DOWN TOWN FOLLIES」（青山円形劇場）
- 「西遊記」（新宿コマ劇場・梅田コマ劇場）
- 「クラブ・オブ・アリス」（青山円形劇場）

2003年	
- 「Shoes On！4」（博品館劇場）
- 「りぼん」（青山円形劇場他）

2004年	
- 「Shoes On！5」（博品館劇場・他）
- 「DOWN TOWN FOLLIES」（青山円形劇場・他）
- 「私は後悔する」（シアターTOPS）

2005年	
- 「Shoes On！6」（博品館劇場・他）
- 「DOWN TOWN FOLLIES」（アートスフィア・他）

2006年	
- 「Shoes On！7」（博品館劇場・他）
- 「DOWN TOWN FOLLIES」（アートスフィア・他）
- 「マリー・アントワネット」（帝国劇場）

2007年	
- 「マリー・アントワネット」（帝国劇場）
- 「ザ・ヒットパレード」（ル・テアトル銀座）
- LIVE&EVENT「GENERATIONS」（東京芸術劇場）
- 宇宙堂第9回公演「りぼん」（吉祥寺シアター他）

2008年	
- 「GENERATIONS」（新宿厚生年金会館）
- 「手紙」（東京・シアターアプル）・（大阪）・（名古屋）
- 「DOWN TOWN FOLLIES vol.5」（北沢タウンホール・他）
- 「ブロードウェイミュージカル〜PIPPIN〜」（天王洲・銀河劇場）
- 「恋愛喜劇 〜青猫物語〜」（東京・日比谷シアタークリエ）
- 「Zipangu 〜遙かる道〜」（御園座・新宿コマ劇場）

2009年	
- 「ザ・ヒットパレード」
- 「Zipangu 〜遙かる道〜」
- 新藤克己ラテン音楽LIVE【Latin de ザ・ピーナッツ】（ノーヴェンバーイレブン）

2010年	
- 「DOWN TOWN FOLLIES VOL.7」（青山円形劇場）
- お客様参加型スポーツミュージカル「真夏の大運動会」（日比谷シアタークリエ）
- オフ・ブロードウェイ「マット＆ベン」（新宿シアター・ミラクル）

2011年	
- Daddy’s kids are Back on Stage（下北沢GARDEN）
- 劇団PATHOS PACK公演「KIBOU 〜希望〜」（テアトルBONBON）

2012年	
- 「DOWNTOWN FOLLIES DELUXE Vol.8」（渋谷区文化総合センターさくらホール）
- 地獄のオルフェウス（東京芸術劇場・シアターウエスト）

2013年　        
- ロックオペラ「モーツァルト！」（シアターオーブ・梅田芸術劇場）
- 「DOWN TOWN FOLLIES Vol.9」（シアター1010）

2016
- 恋と音楽 FINAL〜時間劇場の奇跡〜（パルコ劇場） - 30年後の麗子 役[1]

2018年
- 君の輝く夜に

2019年
- ダウンタウンフォーリーズ
- お家さん
- 君の輝く夜に　（日本青年館）
- デイサービスショー　（全国ツアー）

2021年
- 「コメンテーターズ」（紀伊國屋劇場）
- 「オリバー」（シアターオーブ）ミセスサワベリー役

2022年
- 恋のすべて（東京建物ブリリアホール） - カミラ・モーリー 役[2]
- ミュージカル「夜の女たち」（KAAT神奈川芸術劇場ほか） - 富田きく 役[3]

2024年
- 音楽劇『不思議な国のエロス』〜アリストパネス「女の平和」より〜（新国立劇場 小劇場）[4]

2025年
- 渡辺えり古稀記念2作連続公演『鯨よ!私の手に乗れ』（本多劇場ほか）[5]

2025年
- リンレイ 80th Anniversary『キレイをつなぐ物語』（博品館劇場）[6]

## テレビ
- BSジャパン　アクサ生命×杏　ドラマスペシャル　フィレンツェ・ラビリンス〜15世紀の私を探して
- テレビ朝日「日曜映画劇場」（オープニングタイトル）／ 「三毛猫ホームズの推理」（テーマ曲歌唱）
- フジテレビ「3番テーブルの客」／「美しき罠」
- NHK「あなたが選ぶ映画音楽」
- NHK総合「ママさんバレーでつかまえて」
- TBS「すずがくれた音」愛の劇場
- プラチナエイジ（2015年） ‐ 中里聡子
- NHK Eテレ「コレナンデ商会」「コレナンデサンデー」

## 映画
- 「ファンシー・ダンス」（周防正行監督）
- 「北京的西瓜」（大林宣彦監督）
- 「2ちゃんねるの呪い」劇場版（永江二朗監督）
- 日本で一番怖い話　江戸怪談「牡丹灯篭」（山田雅史監督）
- 「海にしずめる」（田崎恵美監督）

## 声優
- テレビアニメ「ポポロクロイス物語」（1998 - 1999年） - 魔女ギルダ（声の出演）

## ナレーション
- CM「コカコーラ」

## ラジオ
- 「アンクルJの雑学百科」（ジャパンFMネットワーク）